# Wrośniak płowy

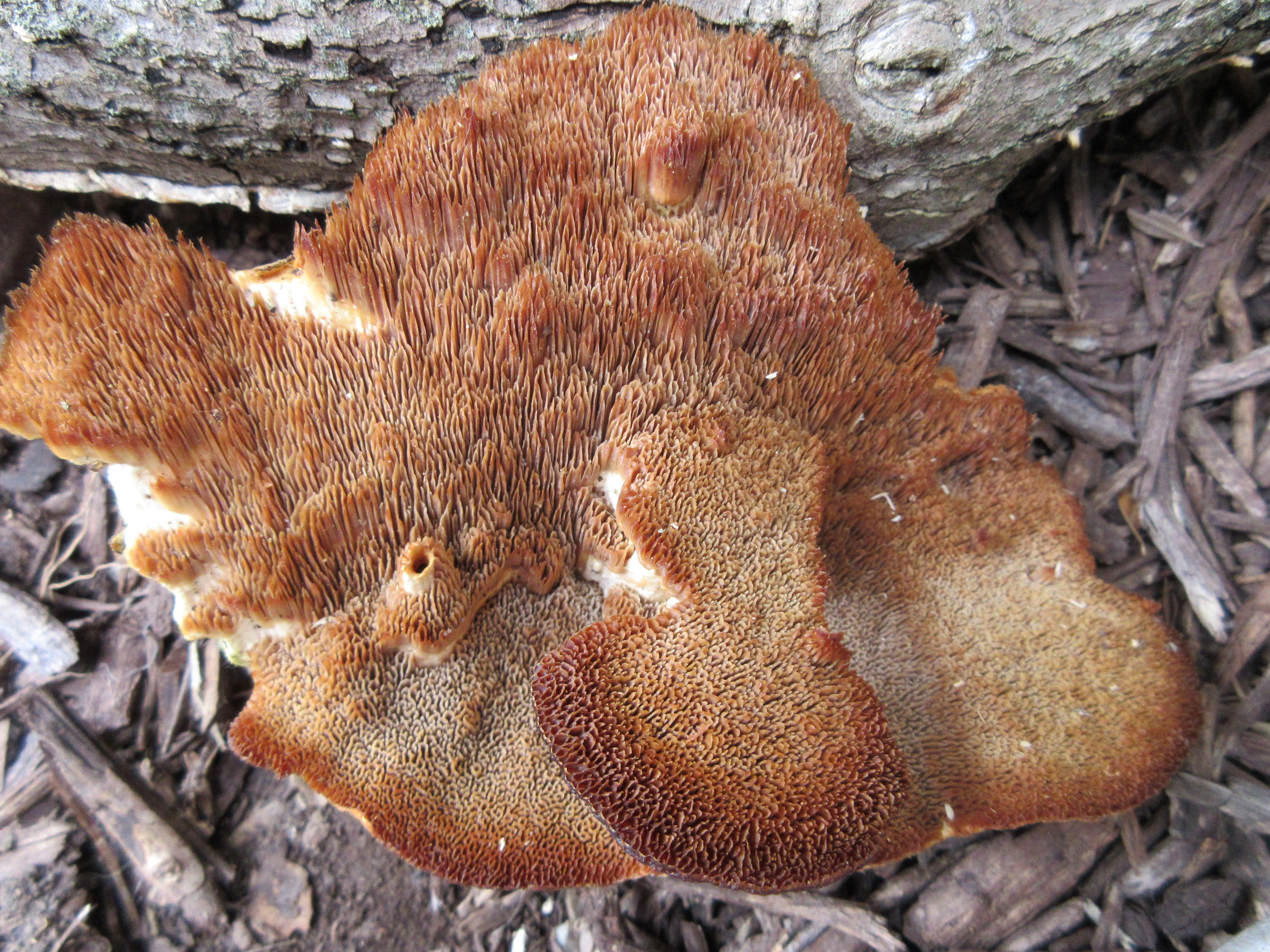

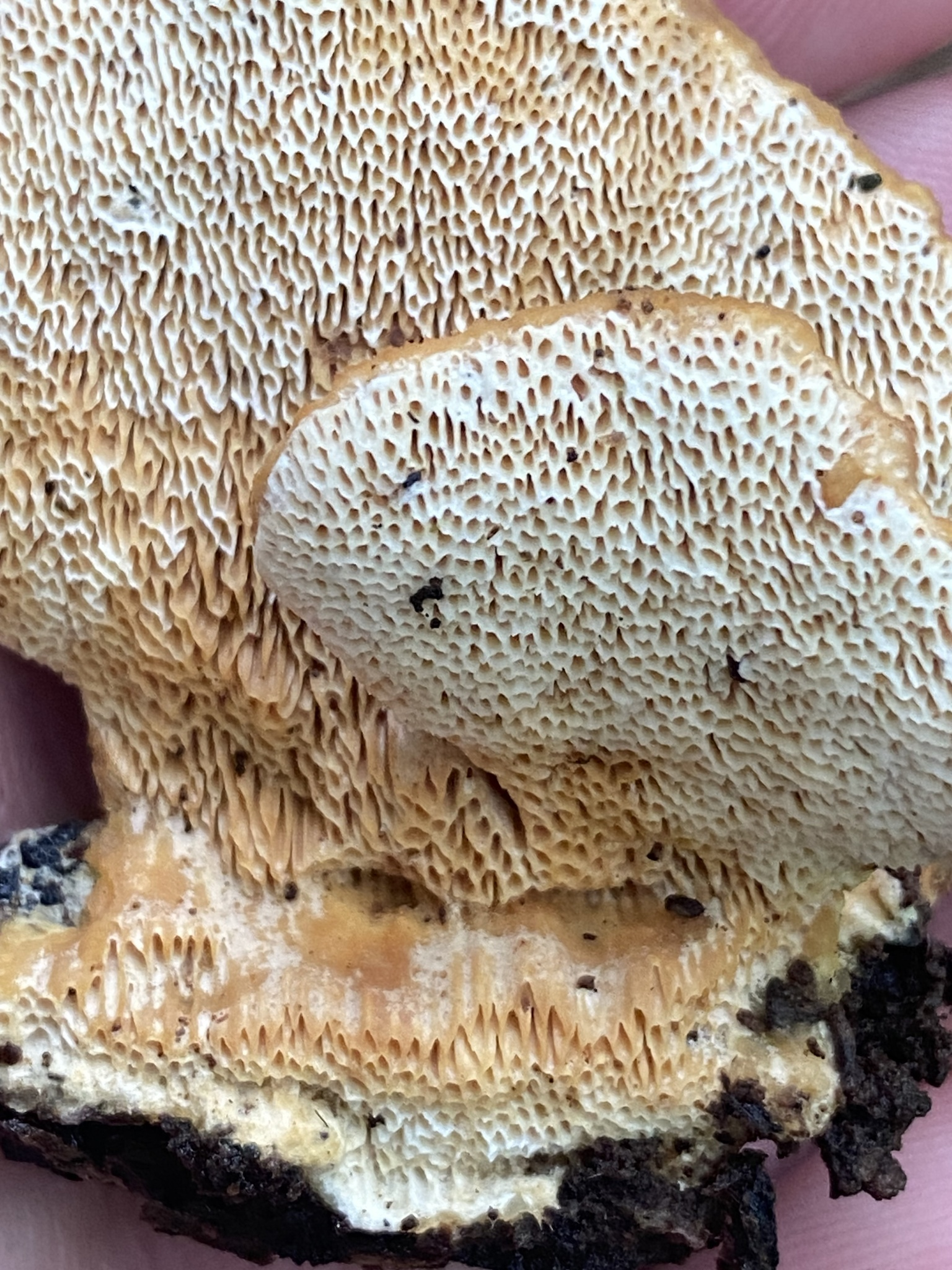

Wrośniak płowy (Trametopsis cervina (Schwein.) Tomšovský) – gatunek grzybów z rodziny Irpicaceae.

## Systematyka i nazewnictwo
Pozycja w klasyfikacji według Index Fungorum: Trametopsis, Irpicaceae, Polyporales, Incertae sedis, Agaricomycetes, Agaricomycotina, Basidiomycota, Fungi.
Po raz pierwszy opisał go w 1795 r. Lewis David von Schweinitz, nadając mu nazwę Boletus cervinus. Obecną nazwę nadał mu w 1924 r. Michal Tomšovský, przenosząc go do rodzaju Trametes.
Synonimów ma ponad 20. Niektóre z nich:

- Antrodia cervina (Schwein.) Kotl. & Pouzar 1983
- Coriolellus cervinus (Schwein.) Kotl. & Pouzar 1957
- Coriolus cervinus (Schwein.) Bondartsev 1953
- Davidia cervina (Schwein.) M. Pieri & B. Rivoire 2008
- Diplomitoporus cervinus (Schwein.) Spirin & Zmitr. 2008
- Funalia cervina (Schwein.) Y.C. Dai, 1996
- Trametes cervina (Schwein.) Bres. 1903

Stanisław Domański w 1965 r. nadał mu polską nazwę podskórnik jeleni, Władysław Wojewoda w 2003 r. zarekomendował nazwę wrośniak płowy. Obydwie są niespójne z aktualną nazwą naukową.

## Morfologia
Owocnik
Grzyb poliporoidalny. Owocniki jednoroczne, siedzące lub rozpostarto-odgięte, czasami rozpostarte, o wymiarach do 5 × 21 × 1,5 cm, często tworzące duże skupiska. Górna powierzchnia włochata lub szczeciniasta, różowawo płowożółta do cynamonowo płowożółtej lub gliniasta, lekko strefowana lub bezstrefowa. Powierzchnia porów staje się z wiekiem ciemnobrązowa lub ciemnobrązowa, pory nieregularne, o średnicy do 1 mm, z czasem ich krawędzie stają się cienkie i poszarpane, a hymenofor staje się daedaloidalny lub prawie hydnidalny. Kontekst bladopłowy, bezstrefowy, twardo-włóknisty, o grubości do 1 cm, warstwa rurek tej samej barwy, ciągła z kontekstem, o grubości do 1 cm.
Cechy mikroskopowe
System strzępkowy dimityczny, strzępki generatywne w kontekście cienkościenne, szkliste, ze sprzążkami, rzadko rozgałęzione, o średnicy 2-4 µm; strzępki szkieletowe grubościenne, szkliste, z rzadkimi rozgałęzieniami, bez przegród, o średnicy 3–6 µm, strzępki w tramie podobne. Cystyd brak, rzadko występują wrzecionowate cystydiole o wymiarach 15–18 × 4–4,5 µm. Podstawki maczugowate, 4-sterygmowe 20–25 × 5–7 µm, ze sprzążką bazalną. Bazydiospory cylindryczne, lekko zakrzywione, szkliste, gładkie, w odczynniku Melzera nieamyloidalne, 7–9(–10) × 2,5–3 µm.

## Występowanie i siedlisko
Występuje na wszystkich kontynentach poza Antaktydą. W Polsce W. Wojewoda w 2003 r. przytoczył 10 stanowisk, w późniejszych latach podano następne, a najbardziej aktualne podaje także internetowy atlas grzybów. Znajduje się w nim na liście gatunków zagrożonych i wartych objęcia ochroną. Znajduje się na Czerwonej liście roślin i grzybów Polski. Ma status E – gatunek wymierający, którego przeżycie jest mało prawdopodobne, jeśli nadal będą działać czynniki zagrożenia.
Nadrzewny grzyb saprotroficzny. Występuje na martwym drewnie wielu rodzajów drzew liściastych, najczęściej na buku, ale odnotowany na licznych innych gatunkach drzew, w tym na klonie, brzozie, grabie, wiśni, leszczynie, jesionie, ostrokrzewie, orzechu włoskim, jabłoni, morwie, woskownicy, topoli, gruszy, dębie wierzbie i wiązie. W Europie nie notowany na drzewach iglastych, ale na Syberii występuje na modrzewiach i sosnach. Powoduje białą zgniliznę drewna.